# Panellenio Protathlema 1952-1953
La Panellenio Protathlema 1952-1953 è stata la 17ª edizione del campionato di calcio greco conclusa con la vittoria del Panathīnaïkos, al suo terzo titolo.
Capocannonieri del torneo furono otto calciatori che segnarono una rete ciascuno.

## Formula
Le squadre partecipanti disputarono una prima fase a carattere regionale.
Le prime classificate dei gironi di Atene, Salonicco e Pireo si qualificarono alla fase finale dove disputarono un girone di andata e ritorno per un totale di 4 partite.
Alla vincente venivano assegnati 3 punti, due al pareggio e uno in caso di sconfitta.

## Squadre partecipanti
| Squadra        | Città     | Stadio | Girone |
| -------------- | --------- | ------ | ------ |
| Arīs Salonicco | Salonicco |        | EPSM   |
| Olympiacos     | Il Pireo  |        | EPSP   |
| Panathīnaïkos  | Atene     |        | EPSA   |

## Classifica girone finale
|                   | Pos. | Squadra        | Punti | G | V | N | P | GF | GS | DR |
| ----------------- | ---- | -------------- | ----- | - | - | - | - | -- | -- | -- |
| Grecia (bandiera) | 1.   | Panathīnaïkos  | 10    | 4 | 2 | 2 | 0 | 3  | 1  | +2 |
|                   | 2.   | Olympiacos     | 9     | 4 | 1 | 3 | 0 | 4  | 2  | +2 |
|                   | 3.   | Arīs Salonicco | 5     | 4 | 0 | 1 | 3 | 1  | 5  | −4 |

Legenda:

      Campione di Grecia
Note:

Tre punti a vittoria, due a pareggio, uno a sconfitta.

## Tabellone dei risultati
|               | Panathinaikos | Olympiacos | Aris |
| ------------- | ------------- | ---------- | ---- |
| Panathinaikos |               | 0-0        | 1-0  |
| Olympiakos    | 1-1           |            | 3-1  |
| Aris          | 0-1           | 0-0        |      |

### Verdetti
- Panathinaikos campione di Grecia